# Misorij Teodozija I.
Misorij Teodozija I. je velika obredna srebrna posoda, shranjena v Real Academia de la Historia v Madridu v Španiji. Verjetno je bila izdelana v Konstantinoplu za deseto obletnico (decennalia) leta 388 našega štetja vladavine cesarja Teodozija I., zadnjega cesarja, ki je vladal tako Vzhodnemu kot zahodnemu rimskemu cesarstvu. Je eden najbolje ohranjenih primerov poznoantičnih cesarskih podob in eden najboljših primerov poznega rimskega zlatarstva. Je največja in najbolj dodelana ter najbolj znana od 19 ohranjenih posod, za katere verjamejo, da predstavljajo largitio ("largesse") ali »ceremonialno darilo, ki ga je cesar dal civilnemu ali vojaškemu uradniku«.

## Ikonografija
Posoda prikazuje hieratično podobo cesarja, uokvirjenega v arkado, ki podaja dokument iz diptiha, morda pismo o imenovanju, veliko manjšemu višjemu uradniku, ob strani pa njegova socesarja, Valentinijan II. in njegov sin Arkadij in telesni stražarji, ki jih je po pričeskah, torkah in ščitih mogoče prepoznati kot pripadnike nemške cesarske telesne straže. Uradnik sprejme listino z rokami, pokritimi s chlamýs (plaščem).
Teodozij je prikazan veliko večji od drugih figur, kot je običajno v hieratičnem poznoantičnem slogu, kljub dejstvu, da je bil Valentinijan II. cesar dlje (on pa je bistveno večji od Arkadija ali neznanega uradnika). Trije cesarji imajo avreole, kar je običajno v tem obdobju.
Njihova oblačila so zgodnje bizantinska oblačila, skladna z drugimi cesarskimi portreti tega obdobja. Oba socesarja imata na kolenih okrašene tablione (našitke, ki prikazujejo položaj, pritrjene na njuna glavna oblačila) ali morda epigonacije (nepritrjene ceremonialne "robce", ki so preživeli kot vzhodnopravoslavno oblačilo). Ti bi bili zelo okrašeni z vezeninami in verjetno dragulji.
Uradnik, ki prejema dokument, nosi oblačila, okrašena s črtami in našitki, ki bi bila nekakšna uniforma za njegovo pisarno. Tri cesarske figure imajo nakodrane pričeske in nosijo diademe iz biserov. Njihova ogrinjala so zapeta z velikimi okroglimi fibulami z dragulji, primerljivimi s tistimi, ki jih je nosil Justinijan I. na mozaiku v baziliki San Vitale v Raveni, medtem ko ima uradnik fibulo "samostrel".
Arhitekturno okolico pogosto primerjajo s peristilom v Dioklecijanovi palači v Splitu na Hrvaškem, kamor se je cesar upokojil, potem ko se je odrekel svojim oblastem. Ta se od cesarske rezidence odpira na dvorišče, ki je veljalo za prizorišče za slovesne avdience, kot je prikazano na posodi, vendar je ta razlaga negotova.
Pod tlemi cesarskega prizora je prizor puttov, ki ponuja girlande in druge predmete, cesarju zgoraj; z dvema na zgornjem pedimentu jih je skupaj pet in tej številki so pripisovali različne pomene, da predstavljajo leta, "škofije" Vzhodnega cesarstva ali druge stvari. Njihove daritve so shranjene v ročnih prtih, tako kot uradnik uporablja svoja oblačila, da sprejme svoje darilo; držanje golih rok proti cesarju ni veljalo za spoštljivo.
Putti letijo nad ležečo figuro Tellus ali Terra, rimske boginje "Matere Zemlje". Bolj nejasne figure iz rimske mitologije, kot so personifikacije, putti in krilate zmage, so bile še naprej sprejemljive v krščanski umetnosti rimske elite in očitno ohranjene zaradi tega, čemur bi lahko rekli »kulturna dediščina«, kjer upodobitve posebnih velikih božanstev niso bile. Terra je prikazan v pozi, ki nadaljuje helenistični slog, namesto čelnega ikoničnega poznoantičnega sloga figur v zgornjem območju.
- Detajl Valentinijana II.
- Detajl nemških (gotskih) telesnih stražarjev.

## Odkritje in stanje
Misorij izvira iz zaklada srebrnih predmetov, ki je vključeval tudi dve navadni srebrni skodelici, ki sta zdaj pogrešani in ju je leta 1847 odkril delavec v Almendraleju, blizu Méride v španski provinci Badajoz. Ko so ga našli, je bil prepognjen vzdolž črte diagonalnega reza, ki ga zdaj deli na dva dela, kar je bilo narejeno kot del poskusa njegove obnove, čeprav je bil poskus reza vzdolž iste črte morda narejen tudi v antiki. Je v dobrem stanju, razen območij, ki jih je to prizadelo, toda dejstvo, da je bilo zloženo, morda nakazuje, da so ga ob odlaganju obravnavali kot plemenite kovine. Višina srebrnega reliefa je različna in je najvišja v obrazu Teodozija in drugih poudarkih kompozicije; veliko podrobnosti na oblačilih je vgraviranih.

## Spominska jed
Posoda je eden najlepših primerov srebrnarskega dela cesarske velikodušnosti, to je kategorije luksuznih izdelkov, izdelanih za cesarska praznovanja, kot so vstop na prestol in obletnice, ki jih je cesar ob teh priložnostih podarjal visokim položajem, dostojanstvenikom cesarstva: to so bile predvsem posode, krožniki, skodelice in sklede v srebru. Prejemnik je lahko uradna oseba, predstavljena na posodi (morda posplošena figura, zlasti če je bila zasnova narejena v več izvodih, o čemer ne moremo soditi), mesto najdbe v Španiji, Teodozijevi domači provinci, pa nakazuje, da je bil eden od njegovih španskih prijateljev ali sorodnikov.
Misorij je velika posoda ali plitva skleda, ki bi jo lahko uporabljali pri obrednem umivanju rok in obraza tako v posvetnem kot poganskem in krščanskem verskem kontekstu, čeprav je ta posoda preveč ploščata, da bi bila zelo uporabna za to, in je bila verjetno namenjena predvsem kot znak bogastva in cesarske naklonjenosti. Izrazu se znanstveniki zdaj izogibajo, saj je precej nenatančen, vendar je postal tradicionalen v primeru jedi v Madridu. Ta je izdelan iz masivnega srebra in ima sledove pozlate na napisih. Njegova velikost je izjemna v primerjavi z drugimi sodobnimi srebrnimi posodami, saj v premeru meri 74 cm, debelina pa se giblje med 4 in 8 mm. Leži na obroču debeline 3 cm s premerom 26 cm, ki je bil privarjen na podlago. Ta prstan ima grški napis, ki določa uradno težo predmeta:
ποc ↑Ν ΜεΤ tj. ποσότης λιτρῶν 50 μετάλλου (»50 kovinskih funtov«)
50 "funtov" ustreza uradni teži 16,13 kg srebra, medtem ko posoda dejansko tehta le 15,35 kg; razlika je lahko v tem, da je bila posoda stehtana in označena pred okraševanjem: manjka tudi kos posode. Okras, hkrati vgraviran in z repoussé okrasjem (potisnjenim z zadnje strani), bi odstranil malo kovine, čeprav je malo verjetno, da bi to pojasnilo celotno razliko.
Predmet odlikovanja je ustoličeni cesar s svojimi sovladarji. Napis ob robu omogoča njegovo zanesljivo identifikacijo:
D(ominus) N(oster) THEODOSIVS PERPET(uus)AVG(ustus)OB DIEM FELICISSIMVM X
»to se pravi: "Naš gospod Teodozij, cesar za vedno, ob najsrečnejši priložnosti desete obletnice (njegove vladavine).«
Napis nakazuje, da je bila posoda izdelana v času decennalia cesarja po imenu Teodozij. Prisotnost dveh soregentov omogoča takojšnjo izključitev Teodozija II., saj je imel enega soregenta —strica Flavija Honorija — v času desete obletnice njegovega vladanja, ki se praznuje leta 412. To zapušča decennalije Teodozija I. 19. januarja 388. Praznovali so ga, ko je cesar bival v Solunu od septembra 387 do aprila 388. Nekateri sklepajo, da je bil misorij delo solunske delavnice, bolj verjetno pa je, da so ga naročili v cesarskih delavnicah v Konstantinoplu; drugi menijo, da bi cesarska delavnica sledila cesarju na njegovih potovanjih.
Ohranilo se je nekaj primerkov tega cesarskega srebra; le devetnajst predmetov, vsi iz 4. stoletja in izdelani za šest različnih cesarjev, čeprav jih je deset za Licinija. V tej seriji je misorij Teodozija I. prepoznaven, ker je najnovejši - čeprav se je ta praksa verjetno nadaljevala še nadaljnji dve stoletji - in ker ima najbolj dovršen okras: edini drugi dobro ohranjeni primeri so kerška plošča, ohranjena v Ermitažu v Sankt Petersbergu, prikazuje Konstancija II. na konju in Valentinijana I. ali Valentinijana II. v Ženevi. Fragment iz zaklada, najdenega v Groß Bodungenu, je bil po zasnovi verjetno najbližji misoriju Teodozija I., vendar je preveč poškodovan, da bi ga bilo mogoče identificirati ali natančno datirati. Ohranilo se je precej več primerkov aristokratskega, namesto cesarskega srebra, kot je Mildenhalldski zaklad, verjetno iz nekaj let prej, ali Seusov zaklad.
Jutta Meischner premakne Teodozijev misorij v 5. stoletje našega štetja, v leto 421. Trdi, da je cesar Teodozij II., ki ga obdajata Honorij na desni in Valentinijan III. na levi. Meischnerjeva konstituira to razlago z opisom Misorija kot dela značilnega sloga, kakovosti izvedbe in izdelave, ki jo vidimo v zglednih primerih Zahodnega rimskega cesarstva. Trdi, da takšne značilnosti niso v skladu z dobo Teodozija I. 
Arne Effenberger je nasprotoval tej razlagi in trdil, da je Teodozij II. postal samodržec leta 408 našega štetja, tako da bi bila njegova 10. obletnica vladanja leta 418 in ne leta 421 našega štetja. Meni, da je zato malo verjetno, da bi obletnica, navedena na napisu, morda segala v obdobje vladavine Teodozija II.
Vendar pa Meischnerjeva svojo trditev utemeljuje z napisom, ki omenja, da je bila deseta obletnica cesarstva namenjena praznovanju nadaljevanja dinastije deset let po prihodu na oblast Teodozija II. leta 418 našega štetja, po smrti njegovega očeta Arkadija leta 408 našega štetja. Na podlagi epigrafskih dokazov (XV, kot je predlagala Alicia Canto, glej zgoraj in spodaj) verjame, da jo je najverjetneje naročila Galla Placidia in izdelala v Raveni okoli leta 421 našega štetja kot darilo svojemu nečaku Teodoziju II. Priznava branje rimskih številk, ki jih je Alicia Canto zapisala na Misoriju v svoji podrobni študiji (ki je bila predstavljena na isti madridski konferenci),  kot quindecennalia' -' petnajsta obletnica cesarstva, v nasprotju s splošnim branjem desetenalia, nam daje novo perspektivo in ponovno oceno zgodovine, okoliščin naročila Misorija s strani Galle Placidie ter njenih predvidenih funkcij in nerazrešenega izvora.

## Slog
Posoda je vodilni primer sloga tako imenovane teodozijeve renesanse, skupaj s podnožjem Teodozijevega obeliska v Carigradu in fragmenti tamkajšnjega zmagoslavnega stebra. To je prva slogovna faza, ki jo lahko jasno povežemo z novo prestolnico Konstantinopel in po besedah Ernsta Kitzingerja: »Človek čuti, da je neka močna umetniška osebnost ali osebnosti, ki so določale ton in estetska merila, delovale v središču politične moči, ki spomenikom tega obdobja vtisne nedvoumen odtis«.
Kljub omejitvam v smislu anatomske pravilnosti in »mehke, gumijaste kakovosti« pri golih telesih ima slog »element preučenega klasicizma« kot tudi »vztrajanje pri jasnih, neprekinjenih in poenostavljenih obrisih, pri urejenosti in pravilnosti« v figuri Terra/Tellus, tako da je »klasicistična oblika nenavadno združena z linearnim abstraktnim redom«, slednji je bolj izrazit v zgornjem območju, da daje pridih avtoritete ter »brezčasnosti in absolutne stabilnosti« cesarskim figuram, ki so bile spodaj ni potrebno.